# 八桥镇 (扬中市)
八桥镇，是扬中市辖镇。1958年为八桥公社，1983年改乡，1985年改镇。位于市境南部，距市区17公里。面积16.6平方公里，人口1.9万。218省道过境，思议港贯穿镇中心。辖创新、先锋、齐家、长胜、同胜、石桥、幸福、利民、新农、庆丰、齐桥、八桥12个村委会和八桥1个居委会。镇村工业主要产品有钢丝绳、冶金、化工、机械、包装、仪表阀门、针织、建材、牙刷等。农产以水稻、三麦为主，副业以水产养殖、柳编为主。1939年11月叶飞率领的江南抗日义勇军与新四军挺进纵队在此合编。清朝时期太平厅抚民府设此。

## 行政区划
八桥镇下辖以下地区：
八桥社区、永胜社区、长胜村、幸福村、利民村、八桥村、永胜村、红旗村、红光村、万福村和永兴村。